# 2307 Ґаруда
2307 Ґаруда (2307 Garuda) — астероїд головного поясу, відкритий 18 квітня 1957 року.
Тіссеранів параметр щодо Юпітера — 3,222.